# Las Margaritas (Messico)
Las Margaritas è un comune messicano, nello stato del Chiapas. Conta 141 027 abitanti secondo le stime del censimento del 2020.

## Toponimia
C'è una leggenda popolare secondo la quale il nome della città è stato dato in onore a tre belle donne di nome Margarita che vivevano in questa comunità.

## Storia
Fu creata e fatta capoluogo mediante decreto il 9 dicembre del 1871, prolungato da José Pantaleón Domínguez, governatore dello stato. La formazione della città venne fatta per mezzo degli abitanti dell'allora Ranchería Las Margaritas del Dipartamento di Comitán.
Nel 1981 al capoluogo venne dato il rango di Città per decreto del governatore Juan Sabines Gutiérrez.

Dal 1983, in seguito alla divisione del Sistema de Planeación, è ubicata nella regione economica III: FRONTERIZA.